# Modèle de Maxwell convecté supérieur
Le modèle de Maxwell convecté supérieur est une généralisation du modèle de Maxwell tenant compte des non-linéarités cinématiques (mais ne tenant pas compte des non-linéarités mécaniques). Ce modèle a été proposé pour la première fois par James G. Oldroyd.

## Ecriture du modèle
La motivation de l'écriture de ce modèle tient du fait que le modèle de Maxwell ne respecte pas la condition d'incompressibilité du fluide.  L'introduction de cette nouvelle condition mène à la réécriture suivante :
{\displaystyle {\underline {\sigma }}+\lambda {\stackrel {\nabla }{\underline {\sigma }}}=2\eta _{0}\mathbf {D} }
où :
- {\displaystyle {\underline {\sigma }}} est le tenseur des contraintes,
- {\displaystyle \lambda } est le temps de relaxation;
- {\displaystyle {\stackrel {\nabla }{\underline {\sigma }}}} est la dérivée convectée supérieure temporelle du tenseur des contraintes :

{\displaystyle {\stackrel {\nabla }{\underline {\sigma }}}={\frac {\partial }{\partial t}}{\underline {\sigma }}+{\vec {v}}\cdot \nabla {\underline {\sigma }}-(\nabla {\vec {v}})^{T}\cdot {\underline {\sigma }}-{\underline {\sigma }}\cdot (\nabla {\vec {v}})}
- {\displaystyle {\vec {v}}} est la vitesse du fluide
- {\displaystyle \eta _{0}} est la viscosité à cisaillement nul,
- {\displaystyle {\vec {D}}} est le tenseur des taux de déformation.

## Cas d'un cisaillement continu
Dans ce cas, seules deux composantes du tenseur des contraintes sont non nulles :
{\displaystyle \sigma _{12}=\eta _{0}{\dot {\gamma }}}
et
{\displaystyle \sigma _{11}=2\eta _{0}\lambda {\dot {\gamma }}^{2}}
où {\displaystyle {\dot {\gamma }}} est le taux de cisaillement.
Ainsi, le modèle de Maxwell convecté supérieur prédit, dans le cadre d'un cisaillement continu, que les contraintes sont proportionnelles au taux de cisaillement. 

### Différences de contraintes normales
En ce qui concerne les différences de contraintes normales, la première 
{\displaystyle N_{1}=\sigma _{11}-\sigma _{22}=2E\tau ^{2}{\dot {\gamma }}^{2}}

est proportionnelle au taux de cisaillement au carré et que la seconde 
{\displaystyle N_{2}=\sigma _{22}-\sigma _{33}=0}
est toujours nulle.
Ce résultat peut se réécrire de la manière suivante :
{\displaystyle \Psi _{1}=2\eta \tau }
{\displaystyle \Psi _{2}=0}
en ayant posé {\displaystyle N_{i}=\Psi _{i}{\dot {\gamma }}^{2}}.
En d'autres termes, ce modèle prédit l'apparition de la première différence de contraintes normales mais ne prédit pas le comportement non newtonien de la viscosité de cisaillement ou la seconde différence de contraintes normales.
Les résultats de ce modèle en ce qui concerne les contraintes normales sont en accord en première approximation avec ce qui peut être observé pour des mélanges de polymères à des taux de cisaillement modérés ({\displaystyle \Psi _{2}\ll \Psi _{1}} expérimentalement). Cependant, la viscosité constante avec le taux de cisaillement n'est pas en accord avec les observations expérimentales : c'est la limite de ce modèle.